# Ahmed Bendella
Ne doit pas être confondu avec Ahmed Benbella.
Ahmed Bendella (en arabe : أحمد بندلة) est un militant nationaliste marocain, né à Fès vers 1908 et décédé à Casablanca le 24 juillet 1972. Il est l'un des signataires du Manifeste de l'indépendance du 11 janvier 1944.

## Biographie
Ahmed Bendella passe une partie de son enfance au Sénégal et en Guinée Conakry, pays natal de sa mère. Il intègre le msid (école coranique)[précision nécessaire] à Derb Benyaiche à Fès et suit quelques cours à l'université Al Quaraouiyine jusqu'en 1926. 
Il s'installe alors à Port-Lyautey (Kénitra) où il rejoint les réseaux nationalistes de la ville dirigés par Mohamed Diouri. Arrêté après les manifestations de 1934, il fut interdit de séjour à Kénitra et exilé dans sa ville natale à Fès. 
Il part à Casablanca en 1941, où il fut rejoint par ses camarades de Kénitra, dont Bouchta Jamaï, M'hammed ben Jilali Bennani et Moulay Driss Kandoussi. Sa maison à Derb Sultan accueillait régulièrement les réunions des groupes nationalistes. Une partie des signataires du manifeste de l'indépendance du 11 janvier 1944 y ont accompli leur acte. 
Il fut arrêté à plusieurs reprises, principalement à la suite des émeutes de Casablanca qui ont suivi l'assassinat du militant syndicaliste Farhat Hached en décembre 1952, et de son implication notoire dans la résistance. Après sa libération en 1955, il rejoignit ses amis Ahmed Balafrej et Abderrahim Bouabid à Barcelone, puis à Paris. 
Ahmed Bendella se retira de la vie politique après l'indépendance, tout en continuant à soutenir financièrement le Parti de l'Istiqlal, mais en entretenant des relations cordiales avec l'ensemble de ses compagnons de combats, nonobstant leur nouvelle orientation politique. Son état de santé se dégrade rapidement à cause des sévices qu'il avait subis en prison. Il meurt à Casablanca le 24 juillet 1972.